# Takacuma

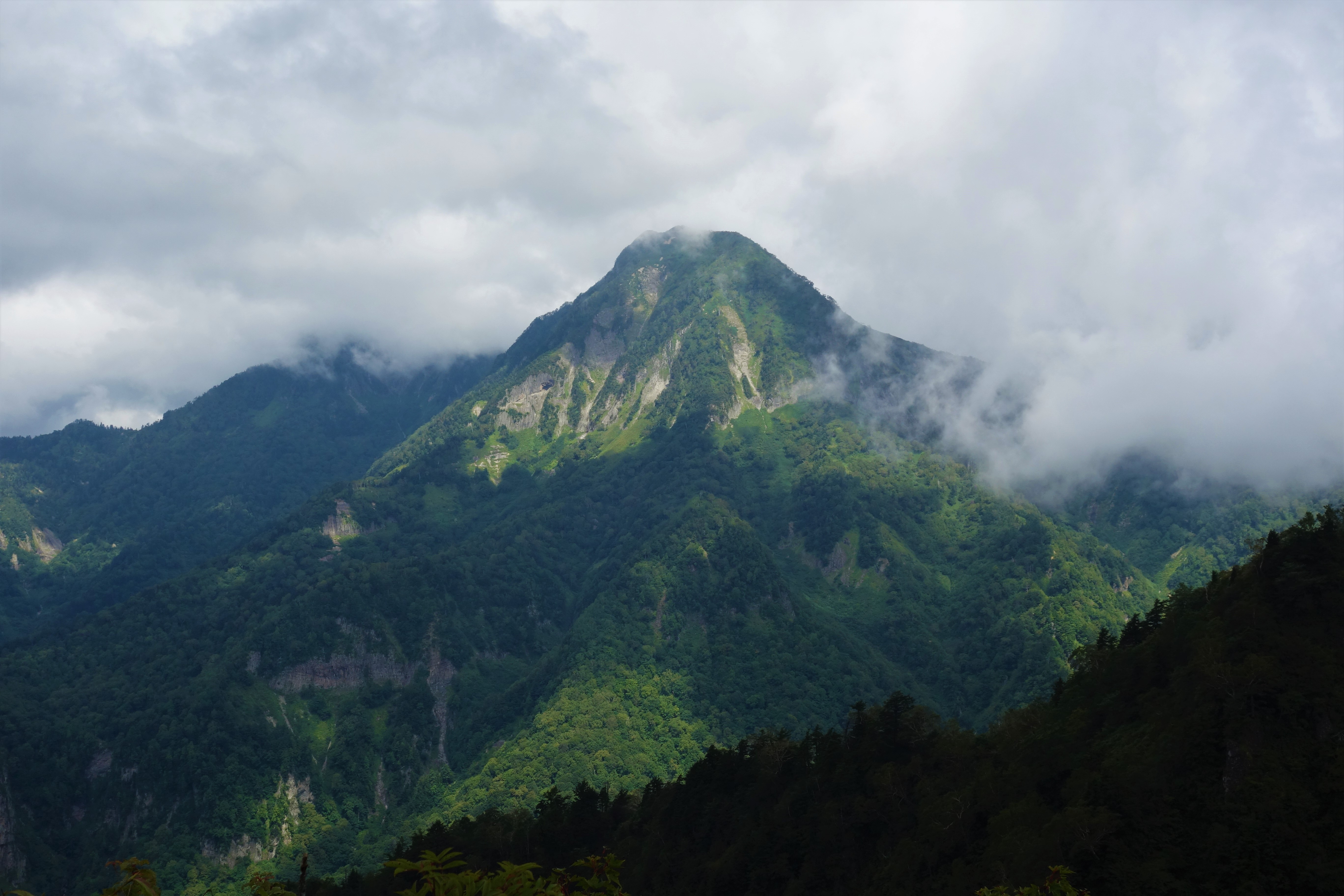
Takatsuma

Takacuma (japonsky 高妻山, Takacuma-jama) je hora v pohoří v západním Japonsku, jejíž vrchol dosahuje výšky 2353 metrů.

## Název
Jméno Takacuma se dá přeložit jako Vysoká manželka. Kvůli pyramidálnímu tvaru je někdy také nazývána Togakuši Fudži.

## Poloha
Takatsuma je čtvrtou nejvyšší horou pohoří Togakuši, které se táhne na pomezí prefektur Nagano a Niigata na území národního parku Mjókó-Togakuši, nejbližší města jsou Nagano jihovýchodním směrem a severovýchodně ležící Mjókó.

## Orogenetický vývoj
Před 10 miliony let byl celý dnešní ostrov Honšú pod mořem, má proto sedimentální ráz. Před 4 miliony lety způsobila vulkanická činnost zdvih této oblasti a vytvořila pohoří Arakura a Togakuši. Orogeneze skončila ve čtvrtohorách, kdy vulkanická činnost zesílila a vytvořila sousední sopky Iizunu, Sado, Mjókó a Kurohime. Vrásnění obohatilo místní půdy o vulkanické druhy hornin. Magma se smísilo s usazeninami a zformulovalo zdejší reliéf. Ten postupně zvětrává a vzniká zde písčitá vrstva.

## Klima

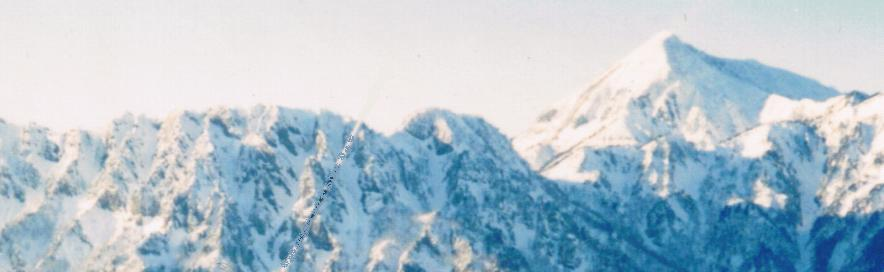
Zasněžený vrchol

V zimě zde hustě a často sněží, tato skutečnost vychází z blízkosti Japonského moře, odkud sem vítr přináší vlhkost.

## Prameny
Ze severovýchodní strany Takacumy vyvěrají prameny, které napájí řeku Hjósawa. Ta se vlévá do Seki a nakonec ústí do Japonského moře.  
Na jižní straně pramení řeka Susobana, která se vlévá do řeky Šikuma a je tak součástí nejdelšího japonského říčního systému. Stejně jako řeka Seki, i tato končí v Japonském moři.

## Flora
V různých výškových pásech lze najít rostliny jako rododendron, olše japonská (Alnus japonica), jeřáb pomíchaný (Sorbus commixta), pryskyřník Glaucidium palmatum, zvonek japonský (Adenophora triphylla) a různé skalničky. Navzdory tomu, že vrchol nedosahuje ani 2 500 metrů, roste zde vysokohorská borovice zakrslá (Pinus pumila). 

Zvonek japonský
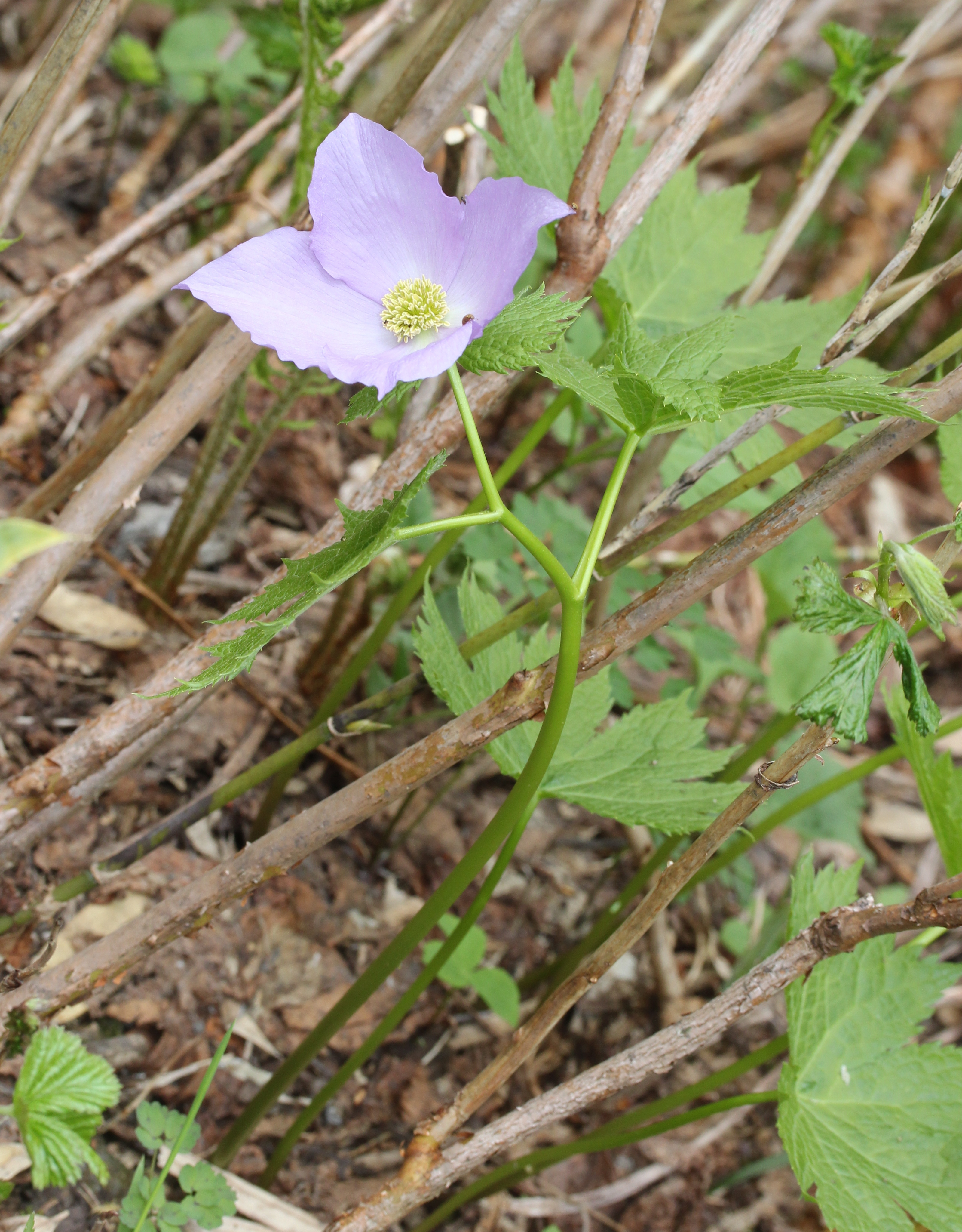
Glaucidium palmatum
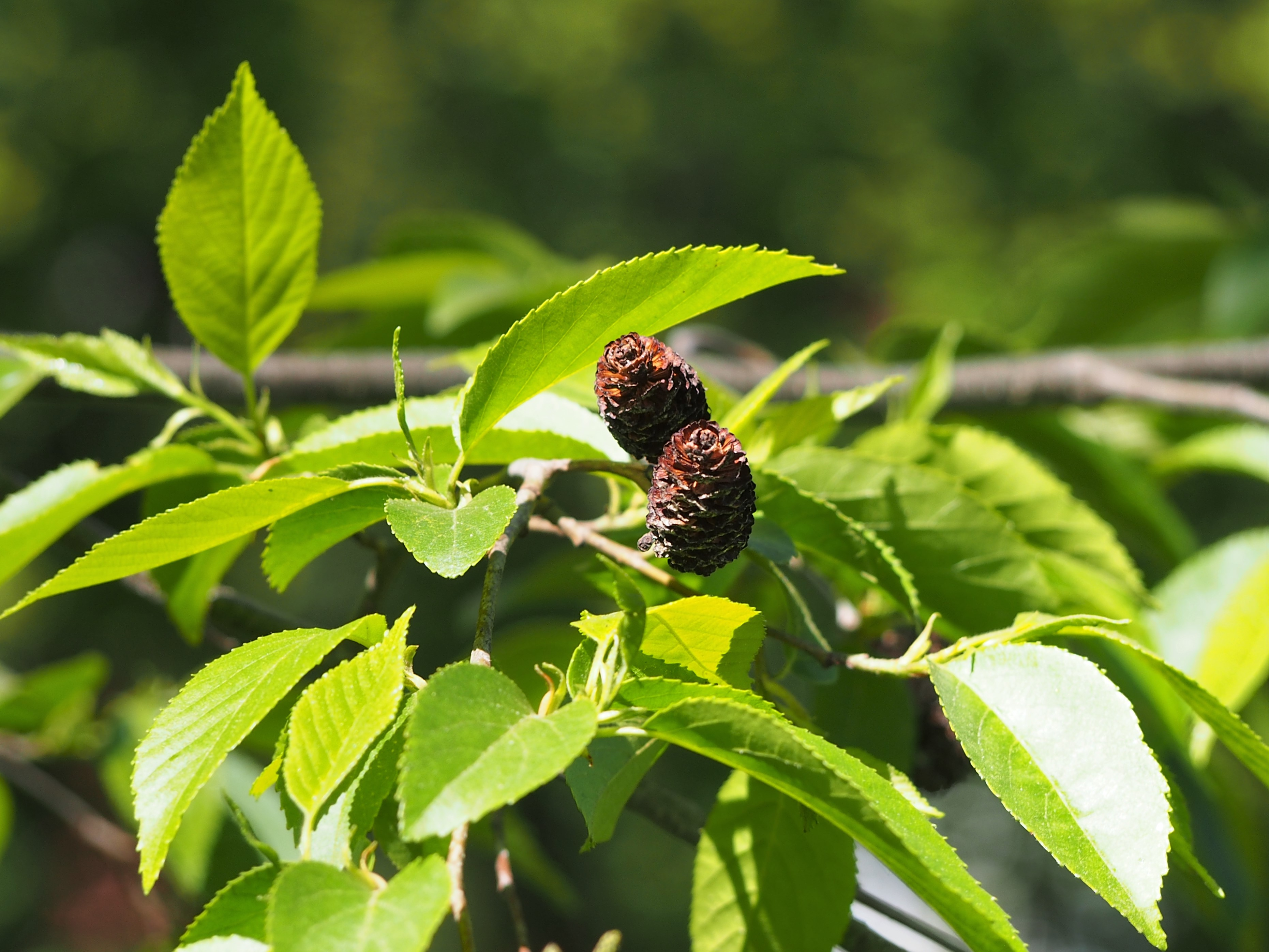
Olše japonská
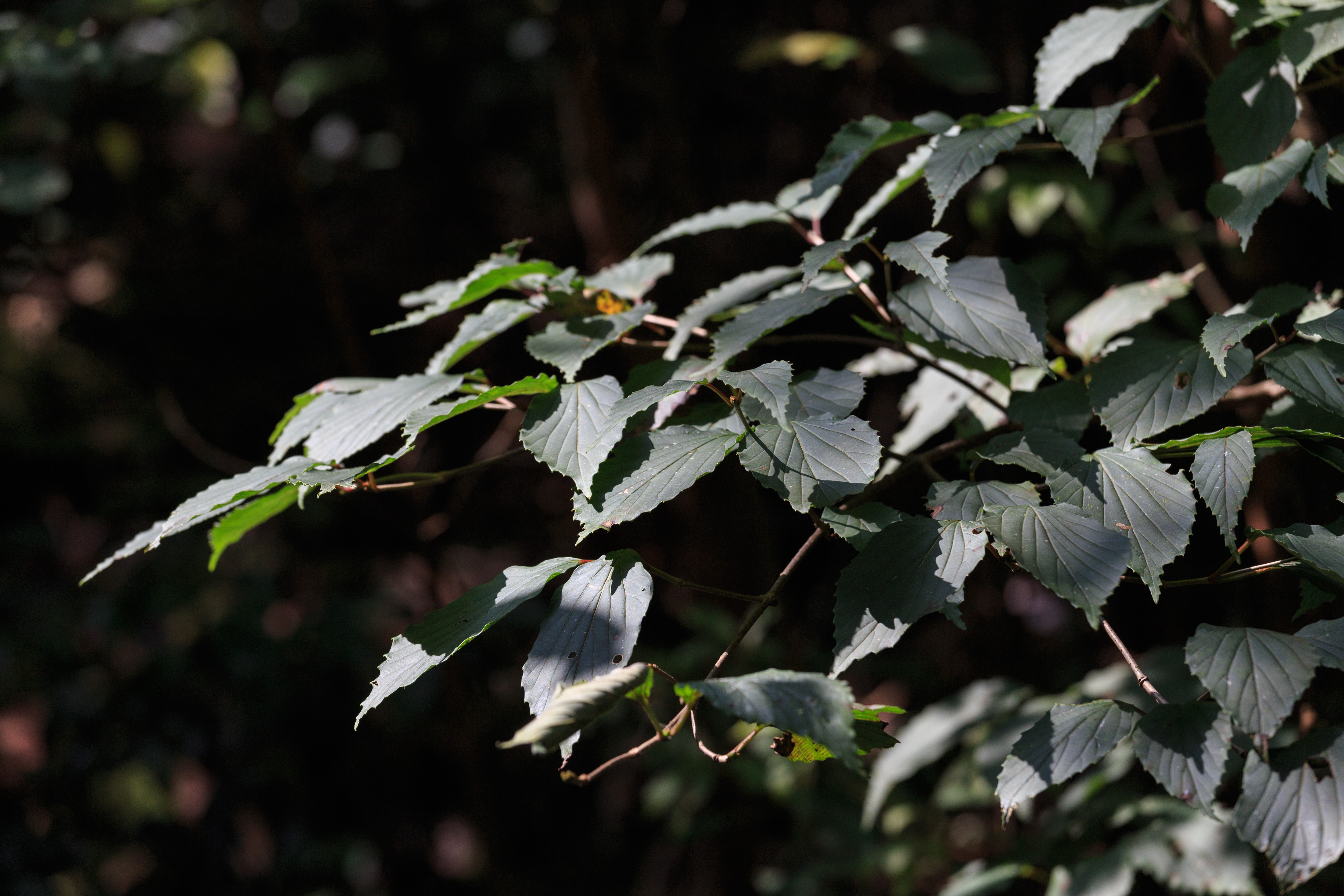
Jeřáb japonský
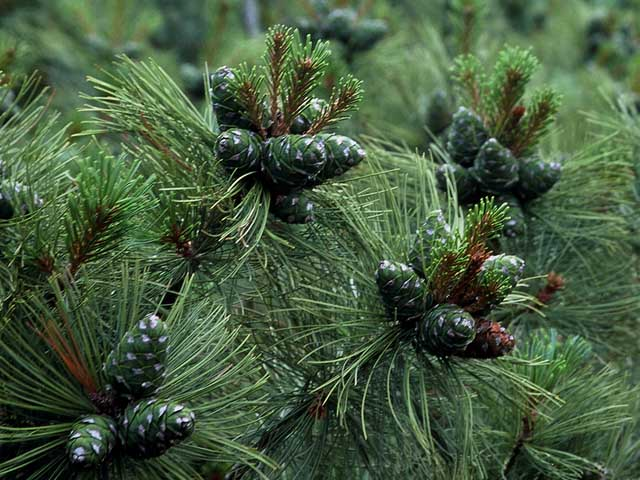
Borovice zakrslá

## Kultura
Takacuma je spolu s nedaleko ležícími horami Togakuši a Izuna posvátným místem pro buddhistické sekty spjaté svou ideologií s horami, konkrétně se sektami Tendai a Šugendo. Hlavní stezku na vrchol lemuje 13 buddhistických soch.

## Oblíbenost
Tato hora je jednou ze 100 slavných japonských hor (日本百名山), cestopisu japonského autora Kjúja Fukady, v jeho seznamu má číslo 86 a umístila se v žebříčku 100 nejznámějších hor v Naganu.

## Horolezectví
Na vrchol vede jedna z nejdelších horolezeckých stezek ze souboru 100 slavných japonských hor. Zdolat ji trvá okolo devíti hodin. Tato trasa začíná v kempu Togakuši (1175 m) na úpatí stejnojmenné hory, odkud stoupá pozvolna po hoře Ičifudo (1747 m) a pokračuje po hřebenu hory Godžizo (1998 m). Pak stezka mírně poklesá, jak cesta pokračuje po horách Roku-Miroku (1975 m) a Šiči-Jakuši (1965 m), než se napojí na Kjú-seiši (2050 m). Dále se už stezka dostává na samotnou Takacumu a strmě pokračuje na vrchol. Na posledních 150 metrech je několik úseků s řetězy.
Existuje i alternativa. Tou je cesta, která stoupá po hoře Godžizo. Je kratší a zahrnuje méně skalisek než první zmíněná, ovšem je mnohem strmější a turisté často musejí zdolat více řetězových úseků.
Protože na trase nejsou žádná ubytovací zařízení, v obou případech musejí turisté vyrážet brzy ráno, aby se stačili bezpečně vrátit před večerem.
Před výstupem se doporučuje v rámci tréninku strávit alespoň několik hodin na průvodcovské stezce Nagano.
Na hoře není žádná oficiální sjezdovka, ovšem zkušení lyžaři sjíždějí i místní svahy.